# William Louis Beatty
William Louis Beatty (* 4. September 1925 in Mendota, LaSalle County, Illinois; † 22. Juli 2001 in Edwardsville, Illinois) war ein US-amerikanischer Jurist. Nach seiner Berufung durch Präsident Jimmy Carter fungierte er ab 1979 als Bundesrichter am Bundesbezirksgericht für den südlichen Distrikt von Illinois.

## Werdegang
William Beatty diente nach seinem Schulabschluss zunächst von 1943 bis 1946 in der US Army. Nach seinem Abschied vom Militär besuchte er die School of Law der Saint Louis University in Missouri, an der er 1950 den Bachelor of Laws erwarb. Anschließend praktizierte er bis 1968 als Rechtsanwalt in Granite City. Von 1968 bis 1979 war er Richter am Kreisgericht für den dritten Gerichtskreis von Illinois im Madison County.
Am 31. Juli 1979 wurde Beatty durch Präsident Carter zum Richter am United States District Court for the Southern District of Illinois ernannt; damit übernahm er einen zuvor neu eingerichteten Sitz. Nach der Bestätigung durch den US-Senat, die am 4. Oktober desselben Jahres erfolgte, konnte er am Tag darauf sein Amt antreten. Am 9. November 1992 wechselte er in den Senior Status und ging damit faktisch in den Ruhestand. Sein Sitz fiel an David R. Herndon. William Beatty verstarb am 22. Juli 2001 in Edwardsville.